# Geografía cultural

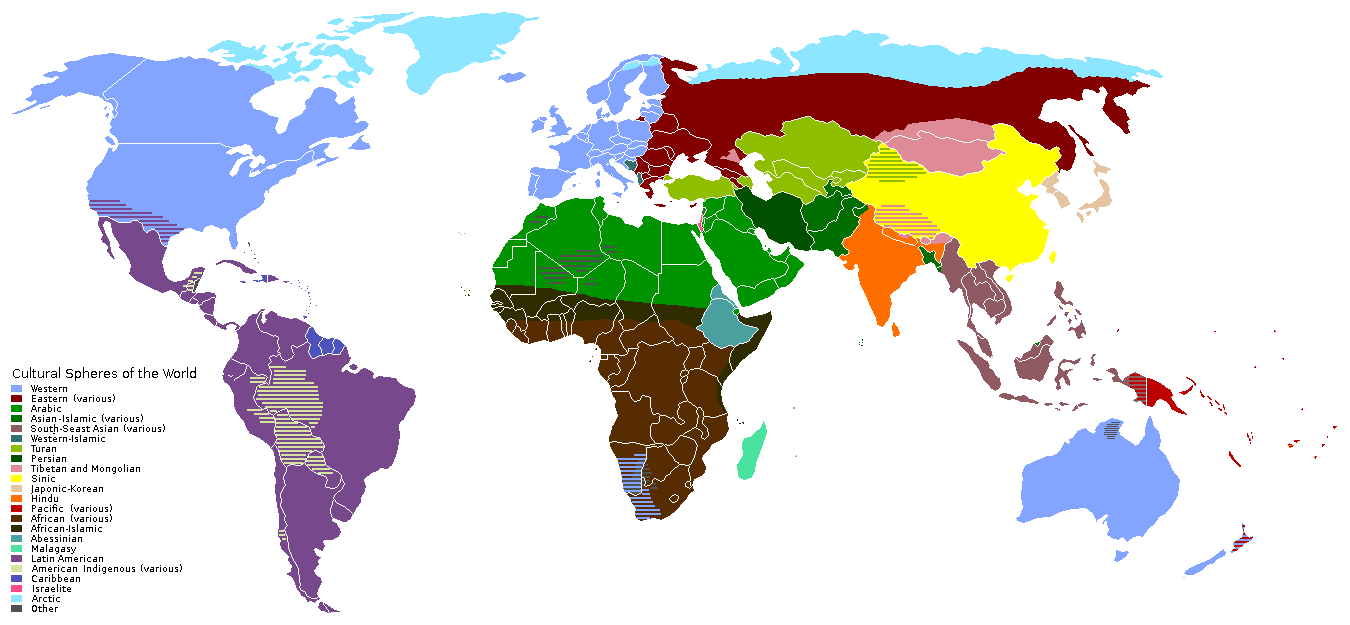
Un mapa del mundo que ilustra las áreas culturales.

La geografía cultural es un concepto consustancial a la Geografía humana.
El término aparece en EE. UU. a comienzos del siglo XX, aunque con un sentido diferente. Se trataba de la contraposición en los mapas de la representación de la naturaleza y de los elementos creados por el hombre: poblaciones, vías de comunicación, cultivos, etc. Tras la Primera Guerra Mundial en Alemania aparecerían ideas muy similares, con una concepción más acusada de la transformación humana del medio. La geografía cultural deja de lado los condicionamientos biológicos para considerar únicamente los que proceden de la actividad humana.
En Estados Unidos sus máximos representantes, en los años 20 y 30, fueron Carl O. Sauer y sus alumnos de la escuela californiana de Berkeley. En 1931 Sauer publica el ensayo: Cultural Geography, donde define que; «La geografía cultural se interesa, por tanto, por las obras humanas que se inscriben en la superficie terrestre y le imprimen una expresión característica… la geografía cultural implica, por tanto, un programa que está unificado con el objetivo general de la geografía: esto es, un entendimiento de la diferenciación en áreas de la Tierra. Sigue siendo en gran parte observación directa de campo basada en la técnica sencilla del análisis morfológico”». 
En el siglo XX, sobre todo tras la Segunda Guerra Mundial, la idea de la Geografía Cultural se asume con naturalidad. Los máximos representantes son el alemán Schultze y el austriaco Bobek. En Italia destacan Biasutti y Sestini, en Francia desde Max Sorre a Paul Michotte, Philippe Pinchemel y Paul Claval. Pero ya Max Sorre superaba los conceptos de Geografía cultural para apostar decididamente por una Geografía humana. 
Un texto universitario estadounidense que tuvo una decidida importancia en lo que se refiere a la Geografía Cultural es el de George F. Carter de la Universidad Johns Hopkins de Baltimore:
Carter, George F. Man and the Land. A Cultural Geography. Nueva York: Holt, Rinehart & Winston, 1964